# 山口マサル
山口 マサル（やまぐち まさる、1942年10月2日 - ）はイラストレーター。本名、山口勝。東京都世田谷区生まれ。日本美術学校図案科卒。
殖産住宅宣伝部にデザイナーで入社。東京アドデザイナース退社後フリーのイラストレーターになり、明治製菓（きのこの山・たけのこの里のパッケージイラストレーションとTVCFをてがける）」武田製薬、IBM、西友、トヨタ自動車、日本電建、SONYの広告のイラストレーションをてがける。その後絵本、雑誌、書籍のイラストレーションも手がける。木の組み木の立体作品も多い（絵本になったものはフレーベル館「形の中になにがある」。サッポロビール園のキャラクターデザインや中京地区のユニアピタのキャラクターデザインもある。
アロハシャツのコレクターとしてもNHKの番組に出演。東京イラストレーターズソサエティ会員（TIS)、東洋美術学校の講師、NHKではアロハシャツのルーツを訪ねる30分番組ではメイン出演。
近年マンガの本を5冊出版し、漫画家協会賞の最終選考に2年連続ノミネートされている。
2025年第54回日本漫画家協会大賞を受賞した。「10人の博士の昼休」

## 活動内容
IBM全ページ新聞広告の連作、明治製菓TVCMやパッケージのキャラクター、ユニーのTVCMキャラクター、迷路パズルの雑誌表紙キャラクターなどがある。

## 受賞
- 毎日商業デザイン賞 特選[2]
- 朝日広告賞 部門賞[2]
- 読売国際漫画大賞 金賞[2]
- デザインフォーラム 入賞[2]
- 文化庁メディア芸術祭審査委員会 推薦作品。「鳥居de200」[2]
- 第54回日本漫画家協会賞カートゥーン部門大賞受賞

## 著書
- 「ハケに毛がありハゲに毛が無し」（フレーベル館）
- 「エンゼルリンク」（フレーベル館）
- 「だんごのすけにんじゅつしゅぎょう」（フレーベル館、2010年、ISBN 4577037327）
- 「かたちのなかになにがある」（フレーベル館）
- 電子絵本で｢桃太郎、兎と亀、金太郎、金の斧、一寸法師」（えほんや）
- 「わくわくなぞなぞ大冒険」（成美堂出版）
- お風呂漫画「いいゆだな」、おもしろHOUSE, 鳥居をつくろ、　HI句まんが　等
- 「10人の博士の昼休み」（つむぐ舎） - イラストレーション集